# Parc national et réserve de Katmai
Pour les articles homonymes, voir Katmai.
Le parc national et réserve de Katmai (Katmai National Park and Preserve) est un parc naturel national américain, au sud-ouest de Alaska, précisément dans la péninsule d'Alaska. Le parc et la réserve couvrent 16 564 km², soit plus que l'état du Connecticut. Il est remarquable pour sa vallée des Dix Mille Fumées formée à la suite de l'éruption du Novarupta en 1912 ainsi que par ses ours bruns dont on estime le nombre à plus de deux mille. Il existe quatorze volcans en activité dans cette région dont le Novarupta et le mont Katmai. Il compte également près de 800 km de côtes.

## Historique

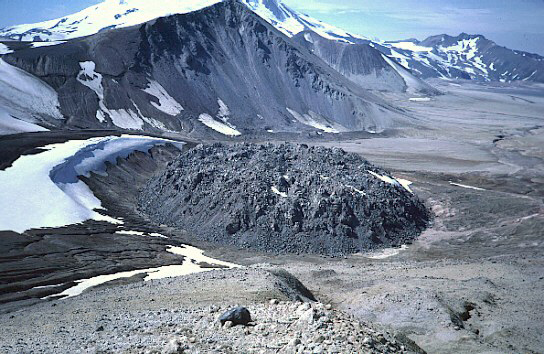
Dôme de lave du Novarupta.

En 1912, l'éruption du volcan Novarupta dure 3 jours. Le volcan déverse la lave en fusion, recouvrant la vallée sur près de 100 km². Au cours des années qui suivirent, des milliers de jets de gaz et fumerolles jaillirent des cendres. Le 24 septembre 1918, le Katmai National Monument était créé afin de préserver la Vallée des Dix Mille Fumées. Ce n'est qu'en 1980 que le Parc National était institué. De la fameuse vallée, il reste aujourd'hui un paysage lunaire impressionnant, entouré de montagnes, de forêts, de lacs et de rivières. Situé à environ 500 km au sud-ouest d'Anchorage, il n'est accessible que par avion ou bateau.

## Description
Katmai occupe le côté océan Pacifique de la péninsule d'Alaska, en face de l'île Kodiak sur le détroit de Shelikof. Le parc jouxte le refuge faunique Becharof au sud. Les caractéristiques principales du parc sont sa côte, la chaîne des Aléoutiennes avec une chaîne de quinze montagnes volcaniques à travers la partie côtière sud-est du parc, et une série de grands lacs dans la partie ouest plus plate du parc.

## Écosystème et faune

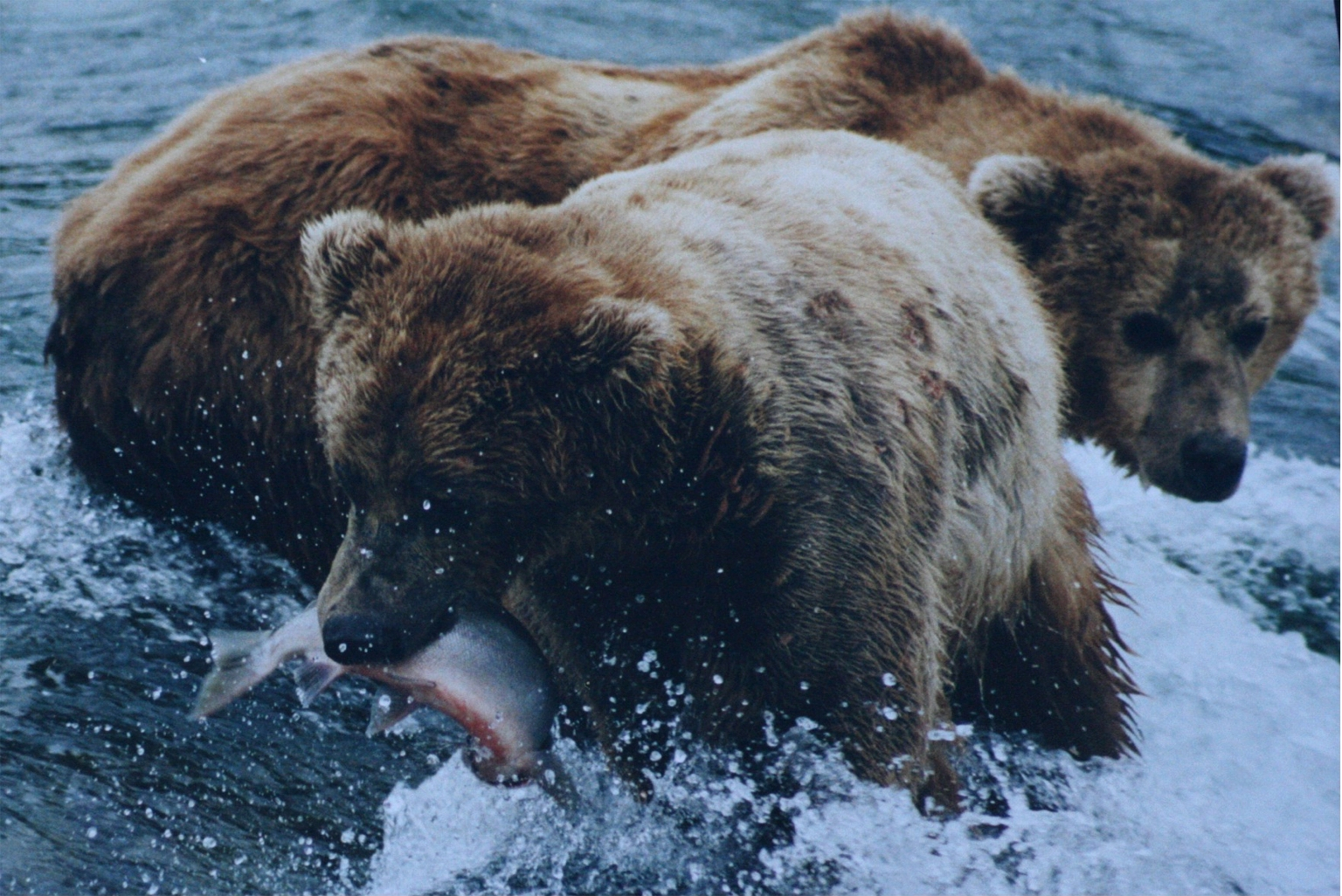
Ours bruns attrapant des saumons à Brooks Falls.

Le parc abrite 29 espèces de mammifères, 137 espèces d'oiseaux et 24 sortes de poissons d'eau douce. Il est principalement renommé pour ses ours bruns, le parc comptant la plus grande population du monde avec près de 2200 ours. Les ours bruns se rassemblent en grand nombre à Brooks Falls pour attraper des saumons migratoires. Nourris par cette offre riche de protéine, les ours bruns de Katmai peuvent atteindre de grandes tailles : des grands mâles dépassent trois mètres et leur poids peut atteindre une tonne.
De nombreuses autres espèces vivent dans le parc : élans, loups, lynx, gloutons, coyotes, loutres, castors, renards rouges, porcs-épics, visons et martres.
Les mammifères marins comprennent le phoque, l'otarie, la loutre de mer, le béluga, l'orque et la baleine grise. 

## Activités
Les activités à Katmai comprennent la randonnée, le camping, le ski de randonnée, la pêche, le kayak, les excursions en bateau et des programmes d'interprétation.
Katmai est également bien connu pour l'observation des ours bruns d'Alaska pêchant le saumon rouge dans la rivière.
On y trouve aussi des sites archéologiques, les anciens villages de Kaguyak et Kukak.

## Exxon Valdez
L'échouement du pétrolier Exxon Valdez dans le détroit de Prince William le 24 mars 1989 a provoqué une contamination importante de la côte de Katmai.